# 완벽한 이웃을 만나는 법
《완벽한 이웃을 만나는 법》은 2007년 7월 25일부터 2007년 9월 27일까지 방영되었던 SBS 수목 드라마이다.
2007년 12월 열린 제20회 한국 방송 작가상 드라마 부문 최종 후보에 올랐으나, 이런저런 사정으로 탈락했다.
한편, 1997년 KBS 2TV 월화 미니시리즈 《완벽한 남자를 만나는 방법》과 유사하다는 지적이 있기도 했다.

## 등장 인물

### 주요 인물
- 김승우 : 백수찬 역
- 배두나 : 정윤희 역
- 박시후 : 유준석 역
- 왕지혜 : 고혜미 역

### 주변 인물
- 손현주 : 양덕길 역 - 농촌총각
- 김성령 : 정미희 역 - 윤희 언니
- 박원숙 : 선우 역 - 윤희의 어머니
- 김석옥 : 한옥금 역 - 준석의 어머니
- 정동환 : 고창식 역
- 서권순 : 송영자 역 - 창식의 아내
- 김정학 : 차영재 역 - J건설 부장대우 차장
- 차서원 : 레이 역
- 김영진 : 미나 역 - 준서의 비서
- 신동우 : 양고니 역 - 덕길의 아들

### 그 외 인물
- 박연아 : 안예슬 역 - 미희의 딸
- 이원재 : 변희섭 역 - 건설과장
- 김선화 : 최보경 역 - 변희섭의 아내
- 김동균 : 김대식 역 - J건설 과장
- 김예령 : 단명희 역 - 김대식의 아내
- 조한나 : 조한나 역 - 영재의 아내
- 박광수 : 위대한 역 - J건설 사원
- 안선영 : 오정숙 역 - 위대한의 아내
- 김뢰하 : 강역개 역 - 형사
- 김길호 : 유만호 역 - 회장
- 권태원 : 형사반장 역 -
- 김성태 : 김 형사 역
- 윤지유 : 변선 역 - 희섭의 딸
- 이병현 : 변영 역 - 희섭의 아들
- 최선화 : 보경 역
- 한다현 : 영주 역
- 장혜숙 : 연수연 역
- 맹찬재 : 부검과장 역
- 김수련 : 미스 김 역
- 이정인 : 여비서 1 역
- 윤희주 : 여비서 2 역
- 김성겸 : 노인 1 역
- 최성웅 : 노인 2 역
- 정은표 : 캄보디아 원정 맞선남 최씨 역
- 박광정 : 캄보다이 원정 맞선남 박씨 역
- 정욱
- 전원주 : 마지막회 cameo - 비행기 승객 역
- 은주희
- 육동일 : 형석 역
- 서호철